# ائتلاف چپ سبز اسکاندیناوی
ائتلاف چپ سبز اسکاندیناوی، ائتلافی از احزاب چپ اسکاندیناوی است که در ۱ فوریه ۲۰۰۴ در ریکیاویک، ایسلند تشکیل شد.
اعضای این ائتلاف از این قرار هستند:
- ائتلاف چپ (فنلاند)
- جنبش چپ و سبز (ایسلند)
- حزب چپ (سوئد)
- حزب چپ سوسیالیست (نروژ)
- حزب خلق سوسیالیست (دانمارک)

هیچ کدام از احزاب عضو این ائتلاف به عضویت حزب چپ اروپا در نیامده‌اند اما این ائتلاف به عنوان ناظر در جلسات آن حزب شرکت دارد.
نمایندگان این ائتلاف در مجلس اروپا در گروه پارلمانی «چپ متحد اروپا و چپ سبز اسکاندیناوی» متشکل هستند.